# Катаєвське сільське поселення
Ката́євське сільське поселення (рос. Катаевское сельское поселение) — сільське поселення у складі Петровськ-Забайкальського району Забайкальського краю Росії.
Адміністративний центр — село Катаєво.

## Населення
Населення сільського поселення становить 734 особи (2019; 860 у 2010, 935 у 2002).

## Склад
До складу сільського поселення входять:
| Населений пункт  | Населення, осіб (2002) | Населення, осіб (2010) |
| ---------------- | ---------------------- | ---------------------- |
| Кандобаєво, село | 19                     | 17                     |
| Катаєво, село    | 711                    | 657                    |
| Обор, село       | 205                    | 186                    |